# Velmistři Řádu mečových bratří

Znak Řádu mečových bratří

Znak Livonského řádu

V čele Řádu mečových bratří stál původně na doživotí volený velmistr. Po roce 1237, kdy byl jako tzv. Livonský řád přidružen k Řádu německých rytířů, ho nahradil magister provincialis (zemský mistr), který byl podřízen velmistrovi v Prusích. Teprve po roce 1525, kdy došlo k sekularizaci pruského řádového státu, se řád mečových rytířů osamostatnil jako livonský řád a v jeho čele znovu stanul velmistr.

## Seznam velmistrů a magistrů provincialis
Velmistři
- Wenno (1204–1209)
- Volkwin von Naumburg zu Winterstetten (1209–1236)

Zemští mistři
- Werner (1261–1263)
- Konrad von Mandern (1263–1266)
- Otto von Lutterberg (1266–1270)
- Walther von Nortecken (1270–1273)
- Ernst von Ratzburg, též von Rassburg (1273–1279)
- Konrad von Feuchtwanger (1279–1281)
- Wilken von Endorp (1281–1287)
- Konrad von Hazzigenstein (1288–1290)
- Halt (1290–1293)
- Heinrich von Dinkelaghe (1295–1296)
- Bruno (1296–1298)
- Gottfried von Rogge (1298–1307)
- Conrad von Jorke (1309–1322)
- K. Ketelhoed (1322–1324)
- R. Hane (1324–1328)
- Everhard von Monheim (1328–1340)
- Burchard von Dreileben (1340–1345)
- Goswin von Herike (1345–1359)
- Arnold von Vietinghof (1359–1364)
- Wilhelm von Vrymersheim (1364–1385)
- R. von Eltz (1385–1389)
- Wolmer von Brüggeney (1389–1401)
- Konrad von Vietinghof (1401–1413)
- Diderick Tork (1413–1415)
- Siegfried Lander von Spanheim (1415–1424)
- Zisse von Rutenberg (1424–1433)
- Franco Kerskorff (1433–1435)
- Heinrich von Bockenvorde (1435–1437)
- H. V. von Overberg (1438–1450)
- Johann Osthoff von Mengede (1450–1469)
- Johann Wolthuss von Herse (1470–1471)
- Berndhard von der Borch (1471–1483)
- Johann Fridach von Loringhofe (1483–1494)

Velmistři
- Walther von Plettenberg (1494–1535)
- Hermann von Brüggeney (1535–1549)
- Johann von der Recke (1549–1551)
- Heinrich von Galen (1551–1557)
- Wilhelm von Fürstenberg (1557–1559)
- Godhard Kettler (1559–1561)